# Attentat du restaurant Maxim

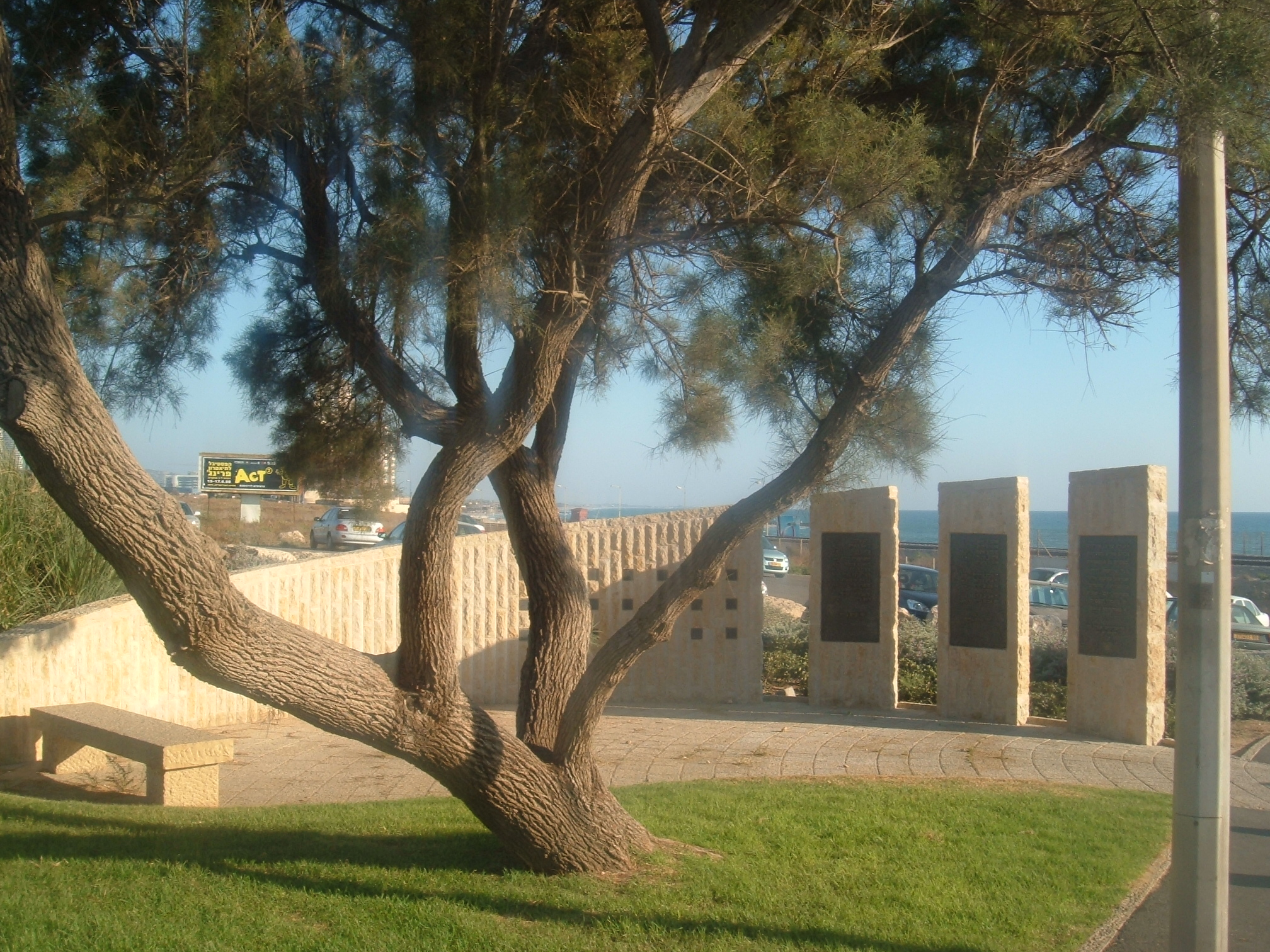
Le monument aux victimes de l'attentat du restaurant Maxim

L'attentat-suicide du restaurant Maxim à Haïfa en Israël est perpétré le 4 octobre 2003 par une terroriste palestinienne du jihad islamique palestinien.   L'attentat-suicide tue 21 Israéliens, juifs et arabes, et blesse 51 personnes.

## Présentation
Le restaurant, situé en front de mer près de la limite sud de la ville de Haïfa, fréquenté tant par les Arabes que par les Juifs, était considéré comme un symbole de la coexistence pacifique spécifique à Haïfa. Il était notamment devenu le restaurant des footballeurs du Maccabi Haïfa.
Après que la terroriste palestinienne de 28 ans, Hanadi Jaradat, déclenchent sa ceinture explosive à l'intérieur du restaurant, 21 personnes meurent et 51 sont grièvement blessées. Les victimes sont juives et arabes.  Trois membres de l'équipe dirigeante du club Maccabi Haïfa font partie des blessés de l'attaque. L'intérieur du restaurant est complètement détruit par l'explosion.  L'attaque est saluée par le Jihad Islamique Palestinien.  

## Réactions

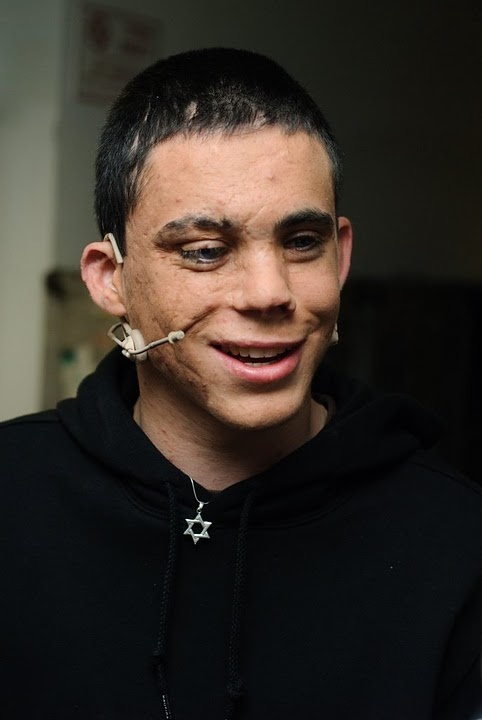
Oren Almog, survivant de l'attentat suicide au restaurant Maxim : l'explosion le rend aveugle à 9 ans et il perd deux de ses grands-parents, son père, son frère et son cousin (photographie de 2010)

Le Président américain George W. Bush a condamné l'attaque :
I condemn unequivocally the vicious act of terrorism committed today in Haifa. This murderous action, aimed at families gathered to enjoy a Sabbath lunch, killed and injured dozens of men, women, and children. This despicable attack underscores once again the responsibility of Palestinian authorities to fight terror, which remains the foremost obstacle to achieving the vision of two states living side by side in peace and security.
En réponse à l'attaque que les autorités israéliennes soupçonnent d'avoir été préparée depuis le quartier général du Jihad islamique à Damas, un camp d'entrainement fut bombardé à Ein-Saheb en Syrie par l'armée de l'air israélienne, sans faire de victimes.
En représailles à cet attentat-suicide, les forces israéliennes ont démoli la maison de l'auteure.